# 昂拉恩桑
昂拉恩桑（Aung La Maung Nsang，1985年5月21日—） 是一名具有克钦族血统的缅甸裔美国人综合格斗艺术家，目前已签约ONE冠军赛，在中量级和轻重量级比赛中均参赛。他曾是一位中量级世界冠军和一位轻重量级世界冠军。